# (2638) Gadolin
(2638) Gadolin est un astéroïde de la ceinture principale.

## Description
(2638) Gadolin est un astéroïde de la ceinture principale. Il fut découvert le 19 septembre 1939 à Turku par Yrjö Väisälä. Il présente une orbite caractérisée par un demi-grand axe de 2,55 UA, une excentricité de 0,08 et une inclinaison de 14,4° par rapport à l'écliptique.

## Compléments